# Radiodiffusion française
Pour les articles homonymes, voir RDF.
 (juin 2017).
Si vous disposez d'ouvrages ou d'articles de référence ou si vous connaissez des sites web de qualité traitant du thème abordé ici, merci de compléter l'article en donnant les références utiles à sa vérifiabilité et en les liant à la section « Notes et références ».
La société Radiodiffusion française (RDF) est un établissement public français chargé du service public de l’audiovisuel, créé par ordonnance le 23 mars 1945 en remplacement de la Radiodiffusion nationale (RN), et remplacé par la Radiodiffusion-Télévision française (RTF) le 9 février 1949.

## Histoire
Après la Seconde Guerre mondiale et la « guerre des ondes » que se sont livrée la BBC et Radio Paris, l'État français reprend en main l'organisation et le développement de la radiodiffusion et de la télévision en France.
Le 23 mars 1945, une ordonnance est promulguée qui met fin aux autorisations d'exploitations accordées avant-guerre aux stations privées qui sont nationalisées le 29 mars, et crée un établissement public, la  « Radiodiffusion française » (RDF), pour exercer ce monopole absolu sur la radiodiffusion et la télévision. Les anciens agents des stations privées, que le monopole du nouveau service public a fait disparaître, sont intégrés à la RDF. Pierre-Henri Teitgen, ministre de l'information du Gouvernement provisoire de la République française, estimant que la radio doit être la voix du gouvernement, enlève la référence à la Nation dans la dénomination de la radio nationale et met en place des équipes nouvelles issues de la Résistance. À la suite de la tentative infructueuse de Jean Guignebert de convaincre le Général de Gaulle de son projet de faire de la RDF une institution nationale autonome sur laquelle le gouvernement n’exercerait qu’une tutelle lointaine, la RDF est placée sous le contrôle direct de l'État et ne dispose d'aucune autonomie. Le directeur du Journal Parlé est ainsi rattaché directement au ministère de l'Information par décret du 20 septembre 1945. Une ordonnance du 2 novembre 1945 définit le nouveau découpage des régions radiophoniques et leur dépendance vis-à-vis de la RDF. Neuf régions radiophoniques sont créées à la RDF par le décret du 17 novembre 1945 auxquelles s'adjoint l'Algérie le 1er janvier 1946.
La RDF, qui succède à la Radiodiffusion nationale, hérite d’un ensemble d'émetteurs de radiodiffusion presque tous détruits par la guerre qui diffusent deux chaînes : le Programme National plutôt culturel et élitiste, lancé en 1944, et le Programme Parisien plus populaire et divertissant, lancé le 14 janvier 1945 en compensation de la suppression des radios commerciales. La reconstruction du réseau radiophonique est la tâche prioritaire de l'établissement public, de telle sorte que la télévision ne dispose pas des moyens financiers pour se développer. Le ministère de l'Information du Gouvernement provisoire de la République française, qui contrôle la RDF, entreprend de multiplier les émetteurs et les relais à travers la France, tâche coûteuse que poursuivent les gouvernements de la IVe République dès 1946.
Face au déficit budgétaire de la RDF, son nouveau directeur général, Wladimir Porché engage un vaste plan d'économie passant par des restrictions budgétaires dès le 15 avril 1946 avec des coupes dans les programmes, le licenciement de 293 personnes, dont 48 journalistes, et la réduction des décrochages régionaux de 2h30 à 30 minutes par jour sur la plupart des stations régionales. Dans ce contexte de rigueur, il parvient tout de même à lancer un troisième programme radiophonique le 1er janvier 1947, Paris-Inter, qui diffuse principalement un programme musical.
À la rentrée 1948, la RDF réorganise totalement son réseau d'émetteurs sur le territoire national avec deux groupes d'émetteurs : le Réseau Branly qui diffuse le Programme National et le Réseau Ferrié qui diffuse le Programme Parisien. Une quatrième chaîne radiophonique, Paris IV Grenelle, voit le jour en octobre à Paris. La première évolution technique majeure de la télévision d'après-guerre ne survient que le 20 novembre 1948, lorsque le Secrétaire d'État chargé de l'Information, François Mitterrand, sur conseil du directeur général de la RDF Wladimir Porché, fixe par décret la nouvelle norme française de diffusion en noir et blanc sur la bande VHF à 819 lignes « haute définition » en remplacement du 441 lignes et dont les premières transmissions ne débutent que le 25 avril 1950.

## Identité visuelle

### Logos

Logo de la RDF de 1945 à 1946
Logo de la RDF de 1946 à 1949

## Organisation
La Radiodiffusion française (RDF) ne dispose d'aucune autonomie. Elle est placée sous le contrôle entier de l'État, conformément à l'ordonnance de 1945 sur le monopole d'État sur les ondes nationales.
La RDF est placée successivement sous l'autorité directe du ministère de l'Information, du secrétariat d'État chargé de l'Information auprès de la présidence du Conseil, du sous-secrétaire d'État à la présidence du Conseil (16 décembre 1946), du ministère de la Jeunesse, des Sports et des Arts et Lettres (22 janvier 1947), de la présidence du Conseil (6 février 1947), du secrétaire d'État à la présidence du Conseil (9 mai 1947) et enfin du secrétaire d'État à la présidence du Conseil chargé de l'Information (26 juillet 1948).
La RDF ne possède aucun organe délibérant.

### Directions

#### Direction générale
Administrateurs généraux délégués
- Jean Guignebert (23/03/1945 - 15/05/1945)
- Jacques Meyer (15/05/1945 - 11/12/1945)
- Wladimir Porché (12/03/1946 - 08/02/1949)

Directeurs généraux
- Jean Guignebert (23/03/1945 - 08/12/1945)
- Claude Bourdet (11/12/1945 - 07/02/1946)
- Wladimir Porché (12/03/1946 - 08/02/1949)

#### Conseil central et Conseil supérieur de la Radiodiffusion
Le Conseil central de la Radiodiffusion, chargé d'élaborer un statut de la radiodiffusion, est créé le 9 mars 1946 à côté du Conseil supérieur de la Radiodiffusion française qui est réactivé.
Présidence du Conseil supérieur de la Radiodiffusion française
- Jean Guignebert (11/12/1945 - 07/03/1946)
- Paul Rivet (23/05/1946 - 08/02/1949)

#### Direction des Services artistiques
La direction des Services artistiques est chargée de la création, de la production et de la programmation des émissions, à l'exception des émissions d'information qui relèvent de la direction des informations. Elle est constituée de deux directions distinctes, l'une pour la Radiodiffusion, l'autre pour la Télévision. Les directeurs des Services artistiques de la Radiodiffusion et de la Télévision sont nommés directement en Conseil des ministres.
Directeur des Services artistiques de la Radiodiffusion
- Paul Gilson (09/09/1946 - 08/02/1949)

Directeurs des émissions littéraires
- Jean Lescure (23/03/1945 - 30/03/1946)
- Étienne Lalou (01/04/1946 - 08/02/1949)

Directeurs des émissions dramatiques
- Jean Lescure (23/03/1945 - 30/03/1946)
- André Certes (01/04/1946 - 06/1947)
- Étienne Lalou (06/1947 - 08/02/1949)

Directeur des émissions de variétés
- Mauricet (01/04/1946 -)

Directeur de la musique
- Henry Barraud (23/03/1945 - 08/02/1949)

Responsable de la discothèque et des programmes de musique enregistrée
- Lise Caldaguès (23/03/1945 - 08/02/1949)

Directeur de la Télévision
- André Ory (23/03/1945 - 08/02/1949)

Secrétaire aux programmes
- Jacques Armand (23/03/1945 - 08/02/1949)

#### Direction des informations et du journal parlé
Les directeurs de l'information sont nommés directement en Conseil des ministres. Le Directeur du Journal Parlé est rattaché directement au Ministère de l'Information par décret du 20 septembre 1945. Il en est de même de tous les reportages radiophoniques et des émissions vers l'étranger et vers les colonies. Ce décret est abrogé par le décret du 9 mars 1946.
Directeurs de l'information
- Philippe Desjardins (19/01/1946 - 03/1946)
- Jean Luc par intérim (03/1946)
- Henri Noguères (01/04/1946 - 24/09/1946)
- Vital Gayman (21/11/1946 - 08/02/1949)

#### Direction du Service des émissions vers l’étranger
Cette direction est chargée des émissions sur ondes courtes vers l'étranger diffusées depuis le centre émetteur d'Allouis par deux émetteurs de 10 kW.
Directeurs du service des émissions vers l’étranger
- Philippe Desjardins (1945)
  - Roger Massip, adjoint (1945)
- Philippe Soupault (01/1946 - 03/1946)
- Jacques Manachem (01/04/1946 - 1948)
- Léon Rollin (1948 - 08/02/1949)

#### Direction du Service des échanges internationaux
Cette direction, créée en 1947, est rattachée au Service des émissions vers l’étranger.
Directeur du service des échanges internationaux
- Jacques Manachem (1947 - 08/02/1949)

#### Direction des services techniques
Ce poste est toujours attribué à un ingénieur.
Directeurs des services techniques
- Stéphane Mallein (1945 - 1947)
- Marien Leschi (1947 - 08/02/1949)

#### Direction des services de la recherche
Chef des services de la recherche
- Pierre Schaeffer (23/03/1945 - 08/02/1949)

### Mission
La RDF est chargée de développer et de réaliser les programmes et de les diffuser au public.
La Radiodiffusion française est membre de l'Organisation internationale de radiodiffusion depuis sa création le 28 juin 1946.

### Budget et ressources
Le budget de la RDF dépend entièrement du ministère de l'Information auquel elle est directement rattachée. Les dépenses sont contrôlées a priori par un contrôleur financier représentant le ministre des Finances. Pas un contrat, une promotion ou l'acquisition d'un nouveau matériel n'est possible sans l'acceptation du ministre des Finances.
Le budget annuel de la RDF est de 2 milliards de francs en 1946, dont 500 000 francs sont consacrés à la reconstruction du réseau d'émetteurs et seulement 140 000 francs aux programmes, le reste finançant son fonctionnement administratif. La taxe radiophonique ne rapporte que 1,3 milliard de francs.

### Siège
Le siège de la Radiodiffusion française est alors situé au 91 avenue des Champs-Élysées, dans le 8e arrondissement de Paris, ancien siège du journal Le Jour, qui abrite la direction générale depuis que Jean Guignebert y a installé son bureau et le studio du Journal Parlé. Les services généraux étaient situés au 107 rue de Grenelle dans les anciens locaux affectés à la télévision par Georges Mandel en 1935.
Les services de la radiodiffusion étaient disséminés dans 34 immeubles à Paris, hérités des nombreuses stations privées nationalisées. Les différents studios étaient reliés entre eux par des lignes téléphoniques que coordonnaient un centre distributeur de modulation (C.D.M.). Le bâtiment le plus important est alors le Centre Maurice Bourdet situé au 116 bis avenue des Champs-Élysées, anciens studios du Poste parisien avant-guerre et de Radio Paris pendant l'Occupation, dans lequel étaient installés la direction, studios, régies et locaux techniques de la radiodiffusion. À partir de 1947, plusieurs studios furent aménagés dans le bâtiment mitoyen du 118 avenue des Champs-Élysées, notamment pour le Journal Parlé. Le Palais Berlitz, situé Boulevard des Italiens et qui possède 26 studios, est aussi un centre de production important, de même que la salle Érard, rue Paul-Lelong et rue du Mail, comprenant une salle de concert et trois studios ou encore les studios du 22 rue Bayard d'où partaient de nombreuses émissions.
La direction de la télévision, les studios, régies et locaux techniques étaient répartis entre les huit étages du Centre Alfred Lelluch au 13-15 rue Cognacq-Jay, anciens studios de Fernsehsender Paris.
L'immeuble situé au 116 avenue des Champs Elysées est le lieu où s'est accidentellement défenestré du 2e étage Jacques Prévert alors qu'il se trouve dans le bureau 102 pour y parler du Petit Soldat, court-métrage d'animation de Paul Grimault dont il est co-scénariste. Source : « Jacques Prévert ressuscité ? Apport de l'histoire de la médecine » [archive] par Dominique Mabin, médecin, janvier 2018.[réf. nécessaire]

## Antennes de diffusion
La Radiodiffusion française comprend, en métropole, quatre chaînes de radio et une chaîne de télévision.

### Radiodiffusion
| Chaîne                             | Directeur                                                           | Date de création | Date de disparition | Programmation | Diffusion |
| ---------------------------------- | ------------------------------------------------------------------- | ---------------- | ------------------- | --- | --- |
| Programme national                 | - Jacques Lassaigne (19/01/1946 - 30/03/1946) - Henry Barraud       | 20 août 1944     |                     | Programme généraliste national plutôt culturel. | - Ondes moyennes sur 431,7 m + 24 émetteurs OM régionaux - Ondes courtes sur 25,24 m, 31,38 m et 31,19 m - Grandes ondes sur 1 648 m à partir du 4 juillet 1948. |
| Programme parisien                 | - André Gillois (19/01/1946 - 09/03/1946) - Jean Vincent-Bréchignac | 14 janvier 1945  |                     | Programme généraliste national populaire et distrayant. | Ondes moyennes sur 386,8 m + 20 émetteurs OM régionaux. |
| Club d'essai                       | Jean Tardieu                                                        | 7 avril 1946     | 31 décembre 1946    | Programmes expérimentaux diffusée à Paris les jeudis, samedis et dimanche de 12 h 30 à 13 h 30 et de 20 h à 23 h. Les programmes expérimentaux jugés les meilleurs par les auditeurs sont ensuite repris sur la Chaîne Nationale ou la Chaîne Parisienne. Les programmes du Club d'essai sont diffusés par Paris-Inter dès le 1er janvier 1947. | Ondes moyennes sur 214 m (petit émetteur situé rue de Grenelle), puis sur 315,8 m fin 1946.                                                                      |
| Paris-Inter                        | - Lise Caldaguès - Jean Vincent-Bréchignac                          | 1er janvier 1947 |                     | Programme d'abord essentiellement musical, diffusant tout genre de musique, entrecoupé de quelques informations au quart de chaque heure. Le programme devient ensuite national et plus généraliste. | - Ondes moyennes sur 214 m puis 506,7 m - Ondes courtes sur 48,39 m afin d'être capté sur tout le territoire et à l'étranger.                                    |
| - Paris-Études puis Radio-Sorbonne |                                                                     | 2 décembre 1947  |                     | Programme éducatif autonome diffusant les cours de l'université de la Sorbonne à Paris. La RDF n'a aucune emprise sur la programmation qui est du seul ressort de l'université. La RDF est chargée uniquement de la diffusion de ce programme.                                                                                                  | Ondes moyennes sur 206 m puis 209,9 m à Paris uniquement. En février 1948, Paris-Études devient Radio-Sorbonne.                                                  |

#### La radiodiffusion régionale
Les chaînes de radio régionales émettent sur le réseau d'émetteurs régionaux en ondes moyennes.
- Radio Alger
- Radio Strasbourg
- Radio Lyon
- Montpellier-Languedoc
- Toulouse-Pyrénées
- Radio Nancy
- Radio Normandie
- Radio Rennes / Radio Bretagne
- Radio Bordeaux

Chaînes régionales d'outre-mer 
- Radio Saint-Denis : radio généraliste régionale à destination des auditeurs de la Réunion (créée en 1929)
- Radio Saint-Pierre et Miquelon : radio généraliste régionale à destination des auditeurs de Saint-Pierre et Miquelon (créée en 1930)
- Radio Guadeloupe : radio généraliste régionale à destination des auditeurs de Guadeloupe (créée en 1937)
- Radio Nouméa : radio généraliste régionale à destination des auditeurs de Nouvelle-Calédonie (créée le 3 juin 1937)
- Radio Martinique : radio généraliste régionale à destination des auditeurs de Martinique (créée le 22 octobre 1937)
- Radio Tahiti : radio généraliste régionale à destination des auditeurs de Polynésie française (créée en 1949)
- Radio Brazzaville : radio généraliste régionale à destination des auditeurs de l'Afrique-Équatoriale française (créée le 11 septembre 1940)
- Radio Saïgon : radio généraliste régionale à destination des auditeurs d'Indochine française (créée le 7 septembre 1945)

### Télévision
| Logo | Chaîne                   | Directeur      | Date de création | Diffusion |
| ---- | ------------------------ | -------------- | ---------------- | --- |
|      | RDF Télévision française | Jacques Armand | 1er octobre 1944 | Chaîne généraliste nationale diffusée uniquement en région parisienne en noir et blanc sur la bande I VHF en 441 lignes depuis l'émetteur de la tour Eiffel (fréquences vidéo 42,00 MHz et audio 46,00 MHz, polarisation d'antenne verticale, puissance 30 kW). |

À partir de 1947, la télévision commence à s'affirmer dans le paysage médiatique et au sein des foyers par le lancement de programmes réguliers de douze heures par semaine.